# Arthur Selbmann
Arthur Selbmann (* 1874 in Dresden; † 1946 in Reichenbach im Vogtland) war ein deutscher Bildhauer. 

## Leben
Arthur Selbmann wurde 1874 in Dresden geboren. Nach Schulabschluss studierte er von 1889 bis 1895 an der Dresdner Kunstakademie bei Johannes Schilling. Durch seine außergewöhnliche künstlerische Begabung wurde er bald zum Meisterschüler und später zum Gehilfen Schillings. Selbmann unternahm 1899 eine Studienreise nach Rom, kehrte 1900 nach Dresden zurück und war dort freischaffend im eigenen Atelier tätig. Neben seinen lebensgroßen Werken schuf er Bronzekleinplastiken.
Durch die Luftangriffe auf Dresden verlor er 1945 seine Wohnung und das Atelier in der Glacisstraße mit all seinen Kunstwerken und Entwürfen.

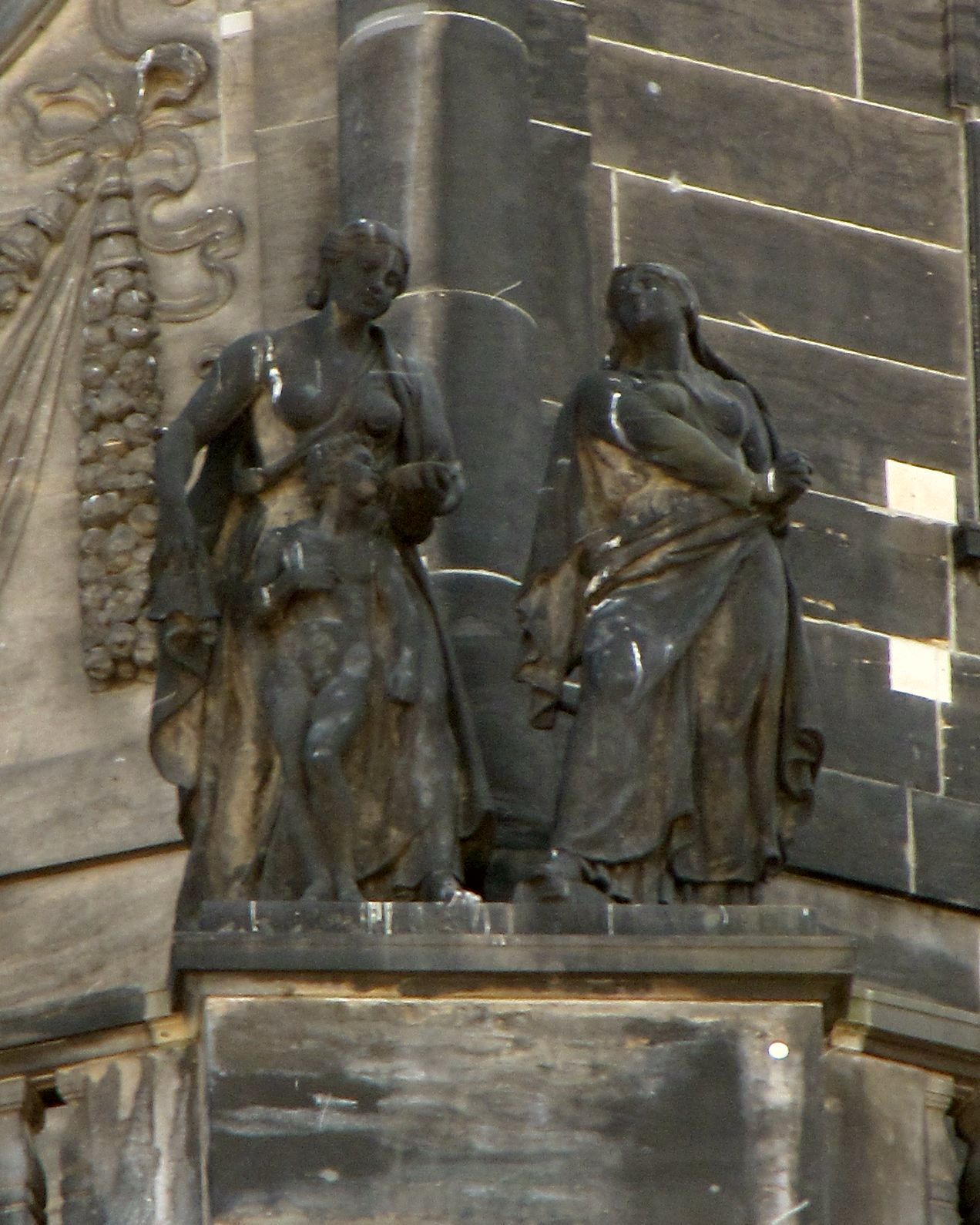
Statuen Barmherzigkeit und Frömmigkeit auf dem Dresdner Rathausturm

## Werke (Auswahl)
- 1909: König-Albert-Denkmal in Zittau
- 1910–12: überlebensgroße Sandsteinfiguren Frömmigkeit und Barmherzigkeit auf dem Rathausturm Dresden; Peter Pöppelmann, Bruno Fischer und August Schreitmüller schufen gleichzeitig Aufopferung, Stärke, Beharrlichkeit, Hoffnung, Liebe, Klugheit, Wachsamkeit, Wahrheit, Gerechtigkeit, Weisheit, Mut, Treue, Glaube und Güte[2]
- 1919: Bronzefigur Diana für Hermann Ilgen, Dresden
- 1920: Marmorbüsten Mozart und Beethoven für die Ehrengalerie in der Semperoper
- 1920: Bronzefigur Diana, Privatbesitz[3]